# Nyabuyugi
Nyabuyugi är ett vattendrag i Burundi.   Det ligger i provinsen Bururi, i den centrala delen av landet, 60 km sydost om huvudstaden Bujumbura.
Omgivningarna runt Nyabuyugi är huvudsakligen savann. Runt Nyabuyugi är det ganska tätbefolkat, med 166 invånare per kvadratkilometer.